# گرومن ایکس‌اف۵اف اسکای‌راکت
گرومن ایکس‌اف۵اف اسکای‌راکت (به انگلیسی: Grumman XF5F Skyrocket) یک هواپیمای ساختِ کارخانهٔ گرومن در کشور ایالات متحده آمریکا است. این هواپیما برای نخستین بار در ۱ آوریل ۱۹۴۰ میلادی مورد استفاده قرار گرفت.